# 大头续断
大头续断（学名：Dipsacus chinensis）为川续断科川续断属下的一个种。

## 扩展阅读
- 維基物種上的相關：大头续断